# ナタリア・ボチナ
ナタリア・ボチナ (ロシア語: Наталья Бочина、1962年1月4日)は、ソビエト連邦の陸上競技選手。1980年モスクワオリンピックの銀メダリストである。

## 経歴
ボチナは、母国で開催された1980年モスクワオリンピックの200mと4×100mリレーに出場。200mでは、東ドイツのベーベル・ヴェッケルに次いで銀メダルを獲得。4×100mリレーではソ連代表として、ベラ・コミソワ、リュドミラ・ザルコワ、ベラ・アニシモワとともに、銀メダルを獲得した。

## 主な実績
| 年   | 大会                     | 場所                         | 種目         | 結果 | 記録   |
| ---- | ------------------------ | ---------------------------- | ------------ | ---- | ------ |
| 1980 | オリンピック             | モスクワ(ソビエト連邦)       | 200m         | 2位  | 22秒19 |
| 1980 | オリンピック             | モスクワ(ソビエト連邦)       | 4×100mリレー | 2位  | 42秒10 |
| 1981 | ヨーロッパ室内陸上選手権 | グルノーブル(フランス)       | 400m         | 2位  | 52秒32 |
| 1986 | ヨーロッパ陸上選手権     | シュトゥットガルト(西ドイツ) | 4×100mリレー | 3位  | 42秒74 |